# Amu Dária
O Amu Dária ou Amudária (tadjique: Амударё, Amudaryo; persa: آمودریا‎, Âmudaryâ; uzbeque: Amudaryo; "dária" significa "mar" ou "grande rio") é o rio mais extenso da Ásia Central, formado pela junção dos rios Vakhsh e Panj. Muitos dos habitantes da região, bem como a maior parte dos escritos medievais islâmicos, referem-se ao Amu Dária como Jayhoun (جيحون), nome dado a um dos quatro rios do Paraíso. O rio é navegável por mais de 1450 km, e sua extensão total é de 2400 km.
Na Antiguidade Clássica, o rio era conhecido em grego como Oxo (Oxus ou Oxos) e em árabe como Jayhun ou Gihun.
Uma fonte do Amu Dária é o rio Pamir, que, a partir do Lago Zorkul, corre na direção leste até Ishtragh, onde passa a fluir na direção norte e, posteriormente, leste-noroeste através do Indocuche, com o nome de Panj, de modo a formar a fronteira do Afeganistão com o Tajiquistão, depois com o Uzbequistão por cerca de 200 km, passando por Termez, e em seguida com o Turcomenistão por outros cem quilômetros antes de adentrar o território turcomeno na altura de Kerki. Já com o nome Amu Dária, o rio corta o Turcomenistão de sul para norte, passando por Türkmenabat, e forma a fronteira daquele país com o Uzbequistão a partir de Khalkabad. Em seguida, divide-se em diversos cursos d´água que antes formavam o delta no Mar de Aral, mas hoje não chega mais a atingir o mar, ao desaparecer no deserto.

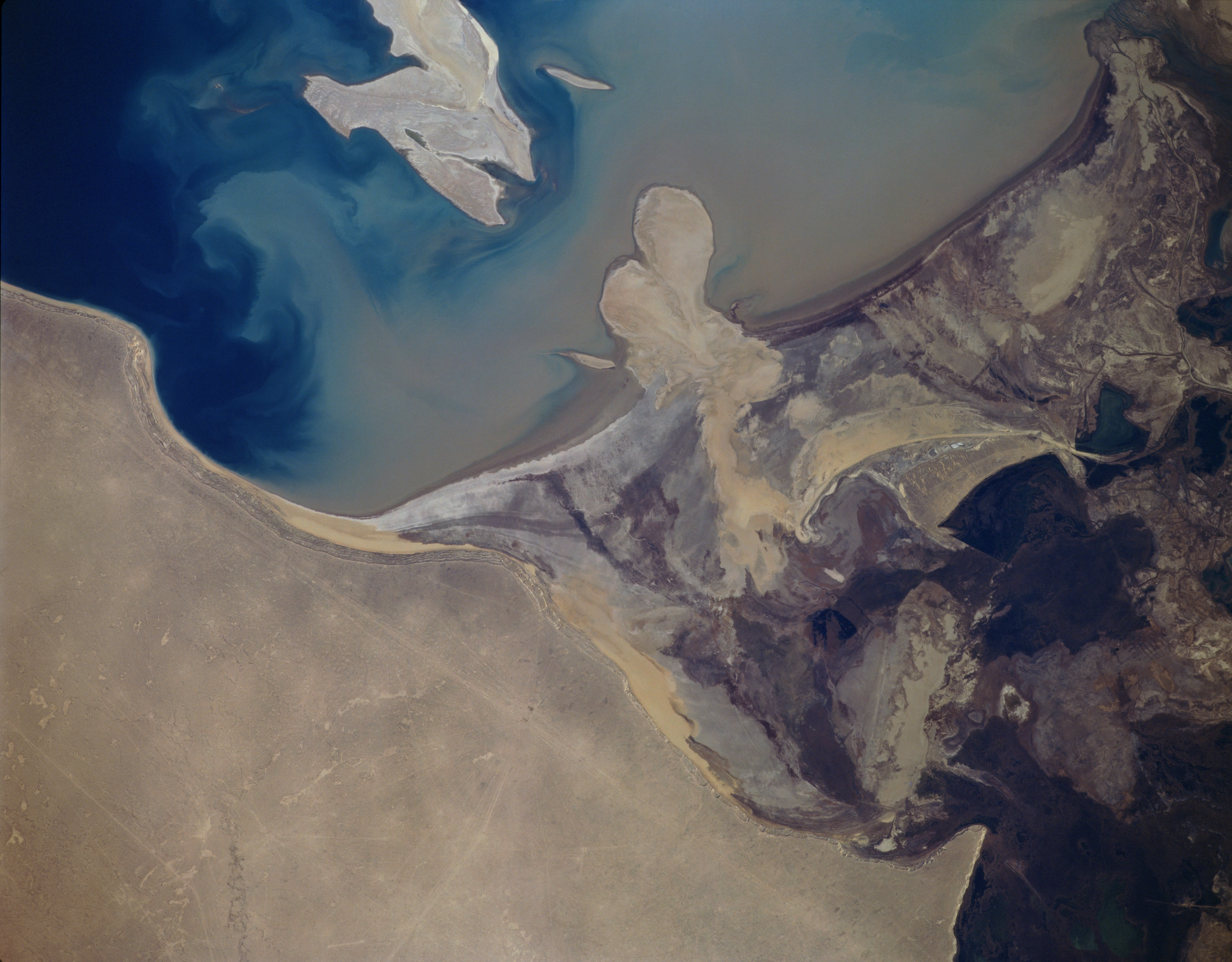
Delta do Rio Amu Darya, imagem de satélite de 1994.

Alguns apontam outra fonte para o rio, uma caverna gelada no Vale Waghjir, na cordilheira do Pamir, localizada na fronteira com o Paquistão. As águas glaciais formam o Rio Wakhan, que encontra o Rio Pamir cerca de 50 km a jusante.
O uso da água do Amu Dária para projetos de irrigação tem sido um dos principais fatores para a diminuição do Mar de Aral desde o final dos anos 1950.